# Казанский государственный архитектурно-строительный университет
Казанский государственный архитектурно-строительный университет (КГАСУ) (ранее — Казанский инженерно-строительный институт (КИСИ) — российское высшее учебное заведение. Полное наименование: федеральное государственное бюджетное образовательное учреждение высшего образования «Казанский государственный архитектурно-строительный университет». Расположен в городе Казань. Основан в 1930 году. Готовит бакалавров, специалистов и магистров по архитектурно-строительному и дорожно-транспортному направлениям, специалистов в области информационных технологий в строительстве.

## История
(По материалам сайта КГАСУ, 2013 Архивная копия от 27 марта 2016 на Wayback Machine)
В 1889 году особая комиссия Министерства народного просвещения Российской империи, при инициативном участии волжско-уральского купечества, приняла решение открыть в Казани учебное заведение, готовящее техников — объединенное Промышленное училище с двумя уровнями профессиональной подготовки: средне-химическим и низшим техническим, с механической, химической и строительной специальностями. С образовании Промышленного училища, берёт начало строительное образование в Казани и во всём Поволжско-Уральском регионе. Первый камень учебного корпуса был заложен 12 июня 1896 года. Контракт на строительство учебных зданий был заключен с Торговым домом братьев В. и А. Персон. Следить за строительством зданий был назначен архитектор Казанского учебного округа С. В. Бечко-Друзин. Само здание учебного корпуса проектировал известный архитектор Константин Олешкевич.
В соответствии с постановлением Временного правительства России от 30 мая 1917 года N 131 оно было преобразовано в Казанское политехническое училище с тремя отделениями, в том числе строительным (с 30 сентября 1917 года). 21 ноября 1918 года предписанием N 3420 отдела вузов Наркомпроса был создан Казанский промышленный, экономический и художественный техникум, в состав которого вошли бывшие: Казанское политехническое училище, Казанское художественное училище, Казанское коммерческое училище и Виленское химико-техническое училище.
2 января 1919 года постановлением N 22 отдела вузов Наркомпроса РСФСР Казанский промышленный, экономический и художественный техникум был преобразован в Казанский политехнический институт, который 9 января начал свою работу в составе 4-х факультетов: архитектурно-строительного, химического, механического, экономического с сельскохозяйственным уклоном (преобразован 23 февраля 1919 года в сельскохозяйственный факультет). Первым ректором политехнического института был избран профессор Казанского государственного университета Д. Н. Зейлигер, проректором стал профессор А. И. Тулпаров. Возглавили факультеты: профессор К. С. Олешкевич (архитектурно-строительный), профессор А. О. Барщевский (химический), профессор П. И. Жаков (механический), профессор Никольский, а впоследствии профессор Д. Н. Зейлигер (экономический).
2 ноября 1919 года был открыт инженерный факультет. В его состав вошли три отделения: гидротехническое, мелиоративное и дорожно-мостовое. В августе 1920 года постановлением Главпрофобра Наркомпроса РСФСР институт был внесён в список высших технических учебных заведений.
8 августа 1924 года Совет народных комиссаров РСФСР принял постановление о реорганизации Казанского политехнического института в Казанский индустриальный техникум повышенного типа. Приём в техникум осуществлялся за счёт окончивших полную среднюю школу-девятилетку. Обучение велось по учебным планам и программам втузов. К поступающим в техникум предъявлялись такие же требования, как и к тем, кто поступал в институты. 18 июня 1929 года Совет Народных Комиссаров РСФСР постановил снова открыть в Казани политехнический институт. Правительство ТАССР закрепило за институтом три дополнительных здания (в том числе здание художественно-театрального техникума) и выделило на ремонтные работы 85 тыс. рублей.
В институте были созданы инженерно-строительный, химический и механический факультеты. Инженерно-строительный факультет имел ту же организационную структуру и те же специальности, какие были в прежнем политехническом институте и в техникуме повышенного типа. Факультет имел два отделения — коммунального строительства и гидротехнический. Главпрофобромом был установлен план приема на первый курс. По строительному факультету он составлял 60 человек. Директором вновь созданного политехнического института был назначен З. З. Гимранов.
В 1930 году на базе факультетов Казанского политехнического института было создано несколько новых самостоятельных вузов. Инженерно-строительный факультет института стал базой для организации в Казани самостоятельного высшего строительного учебного заведения.
Приказом от 13 мая 1930 года № 255 по Наркомпросу «О реорганизации существующей сети высших учебных заведений» было постановлено (пункт X): «Образовать строительный институт на базе строительного факультета Казанского политехнического института с передачей его в ведение НКВД». Вновь организуемому втузу присваивается наименование Казанский институт коммунального строительства (КИКС). Вновь созданный институт начинает свою работу в составе трёх факультетов: гражданского строительства, дорожного строительства и санитарно-технического. Директором КИКСа был назначен З. З. Гимранов, а его заместителем по научной и учебной работе — профессор М. Г. Ельчанинов. 25 марта 1932 года институт переименовывается в Казанский институт инженеров коммунального строительства, а 1 октября этого же года, в ознаменование 40-летия литературной деятельности А. М. Горького, Коллегия НККХ присваивает институту имя писателя и институт получает наименование: Казанский институт инженеров коммунального строительства имени А. М. Горького. Коллегия также учредила 5 стипендий им. Горького для лучших студентов КИИКСа. КИИКС прекратил свою деятельность по решению советского правительства в июне 1941 года, за несколько дней до начала Великой Отечественной войны. В соответствии с решением Правительства о новых приоритетах в подготовке специалистов здание института по улице Карла Маркса, 68, вся лабораторная база и другие помещения передавались Казанскому авиационному институту (КАИ). Студенты строительного вуза теперь могли продолжать образование по новой специальности — авиационное строительство. Перешли в КАИ и многие профессора, преподаватели и ученые института. Таким образом, жизнь строительного вуза как бы продолжалась, но уже в составе другого учебного заведения, хотя и по новым специальностям, но с использованием накопленного научно-технического потенциала и наработок ученых и специалистов. Естественно, определяющую роль играли требования войны, запросы фронта.
В 1946 году в соответствии с распоряжением СНК СССР казанский инженерно-строительный вуз возобновил свою работу в системе Наркомата жилищно-гражданского строительства РСФСР — как Казанский институт инженеров гражданского строительства(КИИГС). Первого сентября 1946 года институт начал свой первый послевоенный учебный год. 113 студентов единственного тогда факультета «Промышленное и гражданское строительство» приступили к занятиям. Временно КИИГС разместился в арендуемых учебных помещениях Казанского сельскохозяйственного и химико-технологического институтов. 21 января 1952 года КИИГС был передан в ведение Министерства нефтяной промышленности РСФСР. Данное обстоятельство было продиктовано необходимостью развития нефтедобывающей промышленности и потребностью отрасли в квалифицированных кадрах. Значительно укрепилась материальная база института, расширился прием студентов, была открыта подготовка специалистов по технологии производства строительных изделий и деталей (1952). Произошла смена названия — институт стал именоваться Казанским институтом инженеров-строителей нефтяной промышленности.

### Казанский инженерно-строительный институт (1957—1995 гг.)
28 июня 1957 года институт был передан в систему Министерства высшего образования СССР, получив новое название — Казанский инженерно-строительный институт. С этим названием вуз просуществовал около 40 лет. Для многих он и сегодня остается Казанским инженерно-строительным институтом — КИСИ́.
С октября 1957 года директором института был назначен доцент Е. Ф. Камышев, ранее возглавлявший учебную и научную работу. С этого периода начинается бурное развитие вуза. Организуются новые кафедры, расширяется коллектив профессорско-преподавательского состава, увеличивается контингент студентов, укрепляется учебно-лабораторная база.
В 1995 году приказом Государственного комитета Российской Федерации по высшему образованию N 286 от 28 февраля КИСИ переименован в Казанскую государственную архитектурно-строительную академию.

### Современность
В 1996 году начинается новый этап в жизни вуза, теперь уже Казанской государственной архитектурно-строительной академии (КГАСА). С новым статусом закономерно происходят изменения в деятельности структурных подразделений, факультетов, кафедр. Открываются новые специальности, научные направления, улучшается материально-техническая база. Знаменательным событием в жизни академии стало открытие 27 сентября 1996 г. музея истории вуза, который расположился на втором этаже главного здания. В этом же году в КГАСА создается собственная локальная сеть, позволяющая комплексно автоматизировать всю финансово-хозяйственную деятельность вуза, а в начале 1997 года сеть была подключена к глобальной между народной сети Internet. Сотрудники и студенты получают возможность выхода в мировую информационную систему, что открывает новые перспективы для совершенствования учебного процесса, научно-исследовательских работ. В 1996 году было начато строительство учебно-лабораторного корпуса кафедры автомобильных дорог и мостов. В 1999 году открыта «Казанская школа дизайна». Её программа обучения адаптирована к реальным (проблемным) ситуациям в сфере проектной деятельности и учитывает уровень предварительной подготовки слушателей. Система обучения основана на применении современных информационных технологий. 10 марта 1999 года образована общественная организация Республики Татарстан «Выпускники КИСИ-КГАСА», объединившая на добровольной основе выпускников вуза разных лет. Основными целями организации были названы: укрепление и развитие взаимопомощи и сотрудничества выпускников; оказание содействия в подготовке высококвалифицированных специалистов для строительной отрасли, в укреплении и развитии материально-технической базы академии. 6 февраля 2001 года в академии открывается Институт транспортных сооружений. Его директором стал профессор Брехман А. И. В этом же году введен в эксплуатацию учебно-лабораторный корпус Института транспортных сооружений. В преддверии своего 75-летия (2005 год) вуз поднимается на новую, более высокую ступень и становится Казанским государственным архитектурно-строительным университетом (КГАСУ).

## Структура университета
Институт архитектуры и дизайна (ИАиД)
- Кафедра изобразительных искусств (1998 г.)
- Кафедра начертательной геометрии и графики (1998 г.)
- Кафедра архитектурного проектирования (1966 г.)
- Кафедра реконструкции, реставрации архитектурного наследия и основ архитектуры (2004 г.)
- Кафедра градостроительства и планировки сельских населенных мест (1990 г.)
- Кафедра теории и истории архитектуры (2004 г.)
- Кафедра дизайна архитектурной среды (1990 г.)
- Кафедра интерьера (2003 г.)
- Кафедра архитектуры (1930 г.)
- Кафедра проектирования зданий (2007 г.)

Институт транспортных сооружений (ИТС)
- Кафедра прикладной математики (1985 г.)
- Кафедра высшей математики (1971 г.)
- Кафедра дорожно-строительных машин (2007 г.)
- Кафедра мостов, транспортных тоннелей и геодезии (2014 г.)
- Кафедра автомобильных дорог (1919 г.)
- Кафедра физического воспитания и спорта (1960 г.)

Институт экономики и управления в строительстве (ИЭиУС)
- Кафедра экспертизы и управления недвижимостью (2014 г.)
- Кафедра муниципального менеджмента (2014 г.)
- Кафедра экономики и предпринимательства в строительстве (1985 г.)
- Кафедра иностранных языков (1948 г.)

Институт строительства (ИС)
- Кафедра производственной безопасности и права (1973 г.)
- Кафедра механики (2014 г.)
- Кафедра металлоконструкций и ИС (1973 г.)
- Кафедра технологии, организации и механизации строительства (1966 г.)
- Кафедра железобетонных и каменных конструкций (1948 г.)
- Кафедра оснований, фундаментов, динамики сооружений и инженерной геологии (1965 г.)
- Кафедра физики, электротехники и автоматики (восстановилась в 2014 г.)
- Кафедра информационных технологий и систем автоматизированного проектирования (2014 г.)

Институт строительных технологий и инженерно-экологических систем (ИСТиИЭС)
- Кафедра строительных материалов (1923 г.)
- Кафедра химии и инженерной экологии в строительстве (2006 г.)
- Кафедра технологии строительных материалов, изделий и конструкций (1985 г.)
- Кафедра теплоэнергетики (1972 г.)
- Кафедра теплогазоснабжения и вентиляции (1967 г.)
- Кафедра водоснабжения и водоотведения (1946 г.)
- Кафедра профессионального обучения, педагогики и социологии (2014 г.)
- Кафедра истории и философии (2014 г.)

## Среди выпускников
- Сайфуллин, Искандэр Фуадович — соавтор идеи воссоздания мечети Кул Шариф в Казанском Кремле
- Гумеров, Флун Фагимович — российский предприниматель
- Шашурин, Сергей Петрович — депутат Госдумы
- Хайрутдинов, Зуфар Гильмутдинович — певец и композитор.
- Гайнутдинов, Исмагил Галеевич — первый архитектор из татар. Автор проекта Татарского академического театра оперы и балета в Казани(1933-56гг.), автор и участник проектов памятников Н. И. Столярову (1950, скульптор В. И. Мухина), Салавату Юлаеву в г. Уфа (1967, скульптор С. Д. Тавасиев). Речного вокзала в Казани (1962, совм. С М.Константиновым)[3][4].
- Равиль Тимершин по кличке «Пузырь» — ярчайший представитель организованной преступности в Нижнекамске, лидер ОПГ «Татары».
- Пановский Кирилл Александрович —  рассказал реформе ЖКХ на современном этапе развития экономики страны.

## Примечание
1. ↑  КГАСУ. Атрибутика, фирменный стиль (недоступная ссылка)
2. ↑  Книга почета. Мэрия Казани. Дата обращения: 4 февраля 2022. Архивировано 29 января 2022 года.
3. ↑  Rustik68: Моя Казань – наследие - архитектор Гайнутдинов И.Г. rustik68.narod.ru. Дата обращения: 8 марта 2019. Архивировано 10 сентября 2014 года.
4. ↑  сайт КГАСУ. Дата обращения: 15 июня 2014. Архивировано 4 сентября 2014 года.